# Comtat d'Alba de Yeltes
El comtat d'Alba de Yeltes és un títol nobiliari espanyol hereditari concedit pel monarca Felip IV d'Espanya el 2 de març de 1659 a Luis Nieto de Silva Gama i Melo, cavaller de l'Ordre de Calatrava, regidor de Ciudad Rodrigo, gentilhombre de cambra del rei Felip IV d'Espanya i avançat major de les Índies. Es un títol nobiliari que està directament relacionat amb el marquesat de Cerralbo i amb l'emperador asteca Moctezuma II.
El nom del títol nobiliari, fa referència a la localitat d'Alba de Yeltes, a la província de Salamanca.

## Comtes d'Alba de Yeltes
|                        | Titular                                                    | Periodo                |
| Creación por Felipe IV | Creación por Felipe IV                                     | Creación por Felipe IV |
| ---------------------- | ---------------------------------------------------------- | ---------------------- |
| I                      | Luis Nieto de Silva Gama y Melo                            | 1659-1664              |
| II                     | Fernando Nieto de Silva Pacheco y Ruiz de Contreras        | 1664-1695              |
| III                    | José Nieto de Silva y Guzmán                               | 1695-¿?                |
| IV                     | Isabel María Nieto de Silva Pacheco y Guzmán               | ¿?-1736                |
| V                      | María Manuela de Moctezuma Pacheco Nieto de Silva y Guzmán | 1736-1787              |
| VI                     | Manuel Vicente de Aguilera y Moctezuma Pacheco             | 1787-1795              |

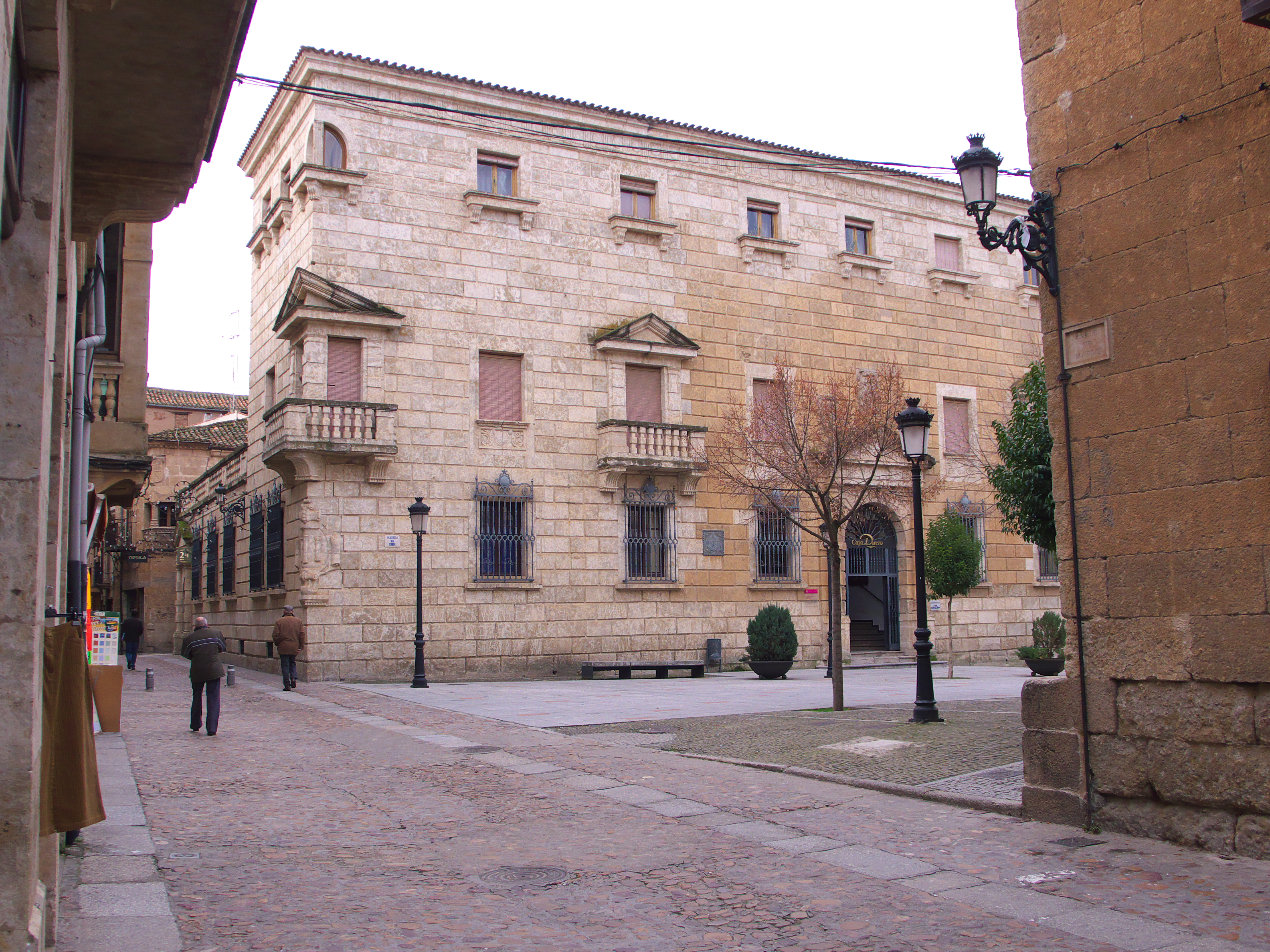
Palacio del comte d'Alba de Yeltes a Ciudad Rodrigo

| VII                    | Manuel Isidoro de Aguilera Moctezuma-Pacheco y Galarza     | 1795-1802              |
| VIII                   | Fernando de Aguilera y Contreras                           | 1802-1838              |
| IX                     | José de Aguilera y Contreras                               | 1838-1872              |
| X                      | Agustín de Aguilera y Gamboa                               | 1876-1919              |
| XI                     | Gonzalo de Aguilera Munro                                  | 1919-1965              |
| XII                    | Marianela de la Trinidad de Aguilera y Lodeiro             | 1967-2022              |
| XIII                   | María Victoria Maíllo y de Aguilera                        | 2022-actual titular    |

- Luis Nieto de Silva Gama i Melo (Ciudad Rodrigo, ?-16 d'abril de 1664), I comte d'Alba de Yeltes, vescomte de San Miguel, gentilhome de cambra del rei Felip IV, corregidor de Zamora, regidor de Ciudad Rodrigo i cavaller de l'Ordre de Calatrava en 1647.[3] Era fill de Félix Nieto de Silva, senyor d'Alba de Yeltes, cavaller de l'Orde de Santiago, i de la seva primera esposa Adriana de Gamma Melo i Vasconcelos.[4] Del segon matrimoni del seu pare amb Isabel de Saá i Coloma, va néixer Félix Nieto de Silva, II marquès de Tenebrón.[4]

Va contraure matrimoni amb María Magdalena Ruiz de Contreras, filla de Fernando de Fonseca Ruiz de Contreras i de María Felipa de Fonseca (m. 1669), II marquesa de la Lapilla. Va succeir-la el seu fill:
- Fernando Nieto de Silva Pacheco i Ruiz de Contreras (m. 1695), II comte d'Alba de Yeltes[6] i VI marquès de Cerralbo.[7][5]

Es va casar amb María de Guzmán. Va succeir-la el seu fill:
- José Nieto de Silva i Guzmán, III comte d'Alba de Yelte i VII marquès de Cerralbo.[7]

Va contraure matrimoni en 1706 amb Juana de Mendoza Hijar i Sotomayor. Sense descendència, la va succeir la seva germana:
- Isabel María Nieto de Silva Pacheco i Guzmán (m. Salamanca, 19 d'agost de 1736), IV comtessa d'Alba de Yeltes i VIII marquesa de Cerralbo.[7]

Va casar-se l'any 1707 amb Francisco Moctezuma Torres Carvajal,(baut. Càceres, 28 d'agost de 1691). Va succeir-la, la seva filla.
- María Manuela de Moctezuma Pacheco Nieto de Silva i Guzmán (m. 1787), V comtessa d'Alba de Yeltes, X marquesa de Cerralbo,[7] gran d'Espanya, V marquesa de Almarza i X marquesa de Flores Dávila, i comtessa de Villalobos.

Va casar-se, el 12 de setembre de 1731, amb el seu cosí germà, Francisco Ventura d'Orense Moctezuma, IV vescomte d'Amaya,[7] fill de Juan Manuel Orense del Castell, III vescomte d'Amaya, i de María Isabel de Moctezuma, I marquesa de la Liseda. Li va succeir el seu nebot, fill de la seva germana Ana María i del seu espòs, Tomás d'Aguilera i Luján, III comte de Casasola del Camp, i de María Antonia Orense del Castell:[8]
- Manuel Vicente d'Aguilera i Moctezuma Pacheco (Salamanca, 2 de juny de 1741-2 de novembre de 1795), VI comte d'Alba de Yeltes,[10] XII marquès de Cerralbo,[7] gran d'Espanya, VII marquès de Almarza, XIII marquès de Flores Dávila, V comte de Casasola del Camp, X comte de Villalobos i cavaller de l'Orde de Carles III.[10][8]

Va casar-se el 2 de febrer de 1760 a Madrid amb María Cayetana de Galarza i Brizuela (Madrid, 18 de desembre de 1741-Madrid, 18 d'abril de 1806), V comtessa de Fuenrubia, IV comtessa de l'Oliva de Gaytán[11] i VII comtessa de Foncalada, filla de Francisco Fernando de Galarza i Suárez de Toledo, III comte de l'Oliva de Gaytán, i de María Manuela de Brizuela i Velasco, II de Fuenrubia.[10] Va succeir-la el seu fill:
- Manuel Isidoro d'Aguilera Moctezuma-Pacheco i Galarza (Talavera de la Reina, 2 de gener de 1762-València, 3 de desembre de 1802), VII comte d'Alba de Yeltes,[10] IV comte de Fuenrubia, XIII marquès de Cerralbo,[7] VIII marquès de Almarza, XIII marquès de Flores Dávila, V comte de Casasola del Camp, X comte de Villalobos, VIII comte de Foncalada, cavaller de l'Orde de Montesa,[10] sommelier de corps del futur rei Ferran VII.[11]

Va casar-se el 22 d'abril de 1780 a Madrid amb María Josefa Joaquina de Contreras i Vargas Machuca (1765-1826), VII comtessa de Alcudia,[7] gran d'Espanya, VI marquesa de Camp Fort[13] i cambrera de la reina María Josefa Amalia de Saxònia. Li va succeir el seu fill:
- Fernando d'Aguilera i Contreras (Madrid, 20 d'agost de 1784-Madrid, 2 de maig de 1838), VIII comte d'Alba de Yeltes,[13] VI comte de Fuenrubia, XV marquès de Cerralbo,[7] VIII comte de Alcudia,[15] X marquès de Almarza, VII marquès de Camp Fort, XIV marquès de Flores Dávila, VII comte de Casasola del Camp, XIII comte de Villalobos, V comte de l'Oliva de Gaytán, X comte de Foncalada, gran d'Espanya, ambaixador extraordinari a Saxònia (1819), president del Consell de les Ordres Militars, cavaller de l'Orde del Toisó d'Or, de l'Orde d'Alcántara, Gran Cruz de Carles III i prócer del regne.[14]

El 26 de desembre de 1807 es va casar a Madrid amb María de les Angoixes Fernández de Còrdova i Pacheco,[16] filla de Manuel Antonio Fernández de Còrdova i Pimentel, VIII marquès de Mancera, gran d'Espanya de primera classe, marquès de Malpica, de marquès de Montalbo, i de Povar, i de María Teresa del Carmen Pacheco i Fernández de Velasco, V duquessa de Arión, gran d'Espanya. Sense descendència,[16] li va succeir el seu germà:
- José d'Aguilera i Contreras (Madrid, 23 de setembre de 1787-Madrid, 25 de desembre de 1872), IX comte d'Alba de Yeltes,[14] XVI marquès de Cerralbo,[7] XI marquès de Almarza, XV marquès de Flores Dávila, VIII marquès de Camp Fort, VII comte de Fuenrubia, VI comte de l'Oliva del Gaytán, VIII comte de Casasola del Camp, IX comte de Alcudia,[15] XI comte de Foncalada, XIV comte de Villalobos,[14] dues vegades gran d'Espanya, alferes major de Burgos, Ciudad Rodrigo i Aranda de Duero, cavaller vint-i-quatre de Salamanca i Granada i gentilhombre Gran d'Espanya amb exercici i servitud de la reina Isabel II d'Espanya.

Va casar-se l'11 d'abril de 1815, a Còrdova, amb Francisca Valentina Becerril i Hinojosa. Li va succeir el seu net:
- Agustín d'Aguilera i Gamboa (Madrid, 1856-1 de desembre de 1919), X comte d'Alba de Yeltes,[19] Gran Cruz de la Real i Militar Orde de San Hermenegildo, Cruz del Mèrit Militar, Cruz de l'Orde militar de María Cristina, comendador de l'Orde Militar de Crist a Portugal i comendador de l'Orde de Carles III. Era fill de Francesc d'Assís d'Aguilera i Becerril (Madrid, 27 de gener de 1817-Madrid 1 de juliol de 1867), comte de Villalobos, i de Luisa de Gamboa i López.[16][17]

Va casar-se per primera vegada amb Amelia de la Vall i Serrano de qui no va haver-hi descendència. Va contraure matrimoni en segones núpcies en 1886 amb María Ada Munro Suffing, de nacionalitat britànica,[22] filla dels barons de Foulis a Escòcia. Li va succeir el seu fill:
- Gonzalo d'Aguilera Munro (Madrid, 26 de desembre de 1886-Salamanca, 15 de maig de 1965), XI comte d'Alba de Yeltes.[19]

Va casar-se el 8 e febrer de 1942 amb Francisca Magdalena Álvarez Ruiz (1892-1972). El 28 d'agost de 1964, en un atac de bogeria, va matar als seus dos fills, Gonzalo i Agustín, de 47 i 39 anys d'edat, respectivament. Va succeir-la, la seva néta en 1967:
- Marianela de la Trinitat d'Aguilera i Lodeiro (Lugo, 13 de juny de 1940- Salamanca, 18 de febrer de 2022), XII comtessa d'Alba de Yeltes.[19][21] Filla de Gonzalo d'Aguilera Álvarez i de María Concepción Lodeiro López.

Es va casar en primeres núpcies amb Francisco Maíllo i Fernández i en segones amb Emilio Álvarez Sánchez. Del seu primer matrimoni van néixer: María Victoria, Gonzalo, i Marta Maíllo d'Aguilera, casada amb Luis Janini González. Va succeir la seva filla:
- María Victoria Maíllo i d'Aguilera XIII comtessa d'Alba de Yeltes, casada amb Jon Stuart Nelson.[19][22]